# Đại học Harvey Mudd
Đại học Harvey Mudd (tiếng Anh: Harvey Mudd College, viết tắt là HMC) là một trường đại học khoa học và kỹ thuật tư nhân tại Claremont, Los Angeles, California. Đây là trường thành viên của Liên minh Đại học Claremont danh giá cùng với các trường Claremont McKenna, Pomona, Scripps, và Pitzer. Harvey Mudd College chia sẻ các tài nguyên như thư viện, phòng ăn, dịch vụ y tế và bảo vệ khuôn viên với các trường trong Liên mình này, nhưng vẫn được quản lý độc lập và có đội ngũ giảng viên, hội đồng quản trị, tài trợ và thủ tục nhập học riêng biệt. Sinh viên tại Harvey Mudd College có thể tham gia các lớp học tại bốn trường Đại học khác trong Liên minh Đại học Claremont. Khi tốt nghiệp, sinh viên của HMC sẽ nhận văn bằng Cử nhân Khoa học về chuyên ngành như hóa học, toán học, vật lý, khoa học máy tính, sinh học, kỹ thuật, hoặc các liên ngành như toán sinh học.

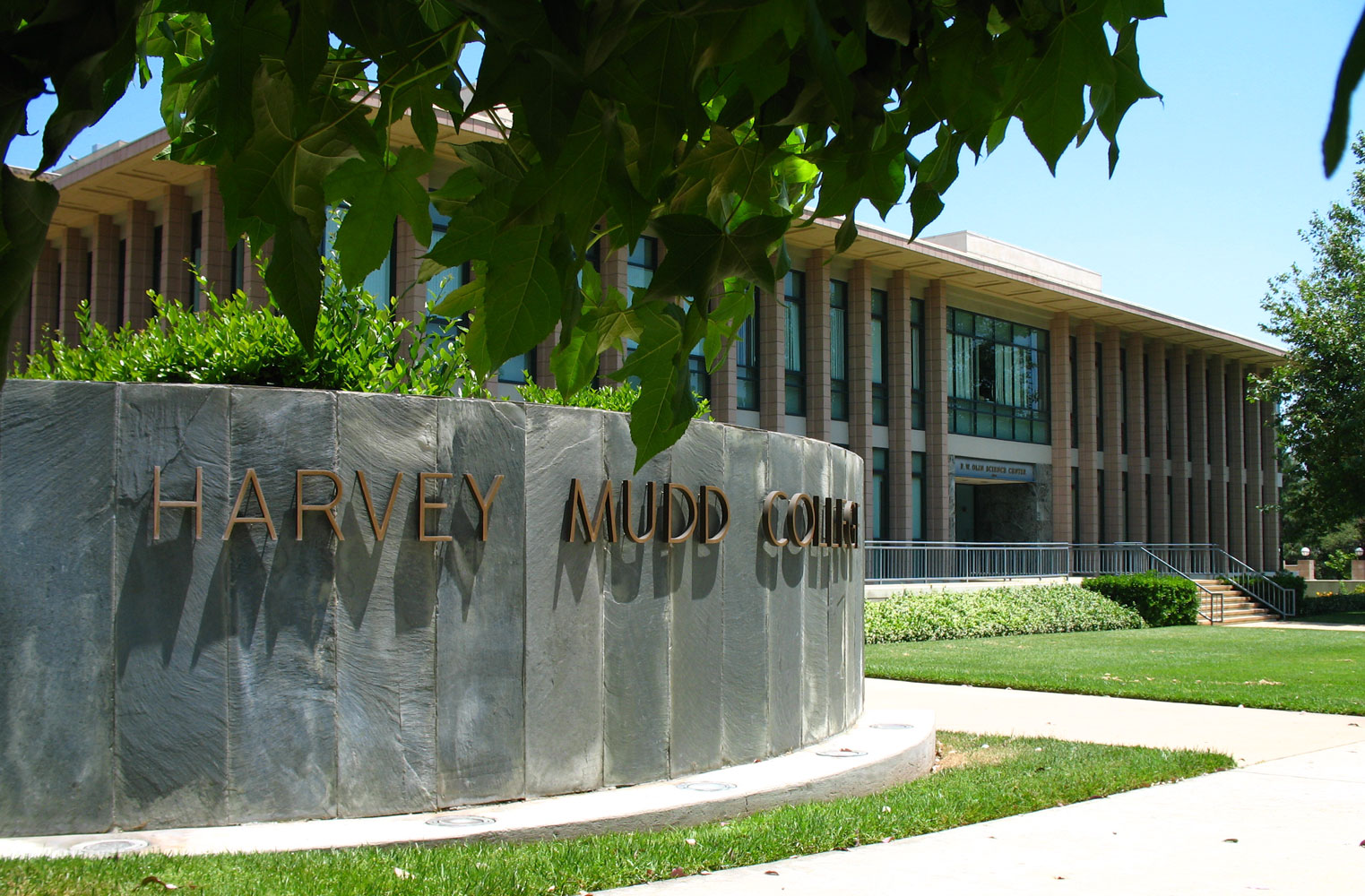
Đại học Harvey Mudd nằm tại Đại lộ Dartmouth.

Vào năm 2016, Harvey Mudd trở thành trường đại học đắt đỏ nhất nước Mỹ với tổng chi phí hàng năm (bao gồm cả học phí, lệ phí, và ăn ở) là 69.717 đô la. Tuy nhiên, khoảng 70% sinh viên năm nhất nhận được hỗ trợ tài chính.

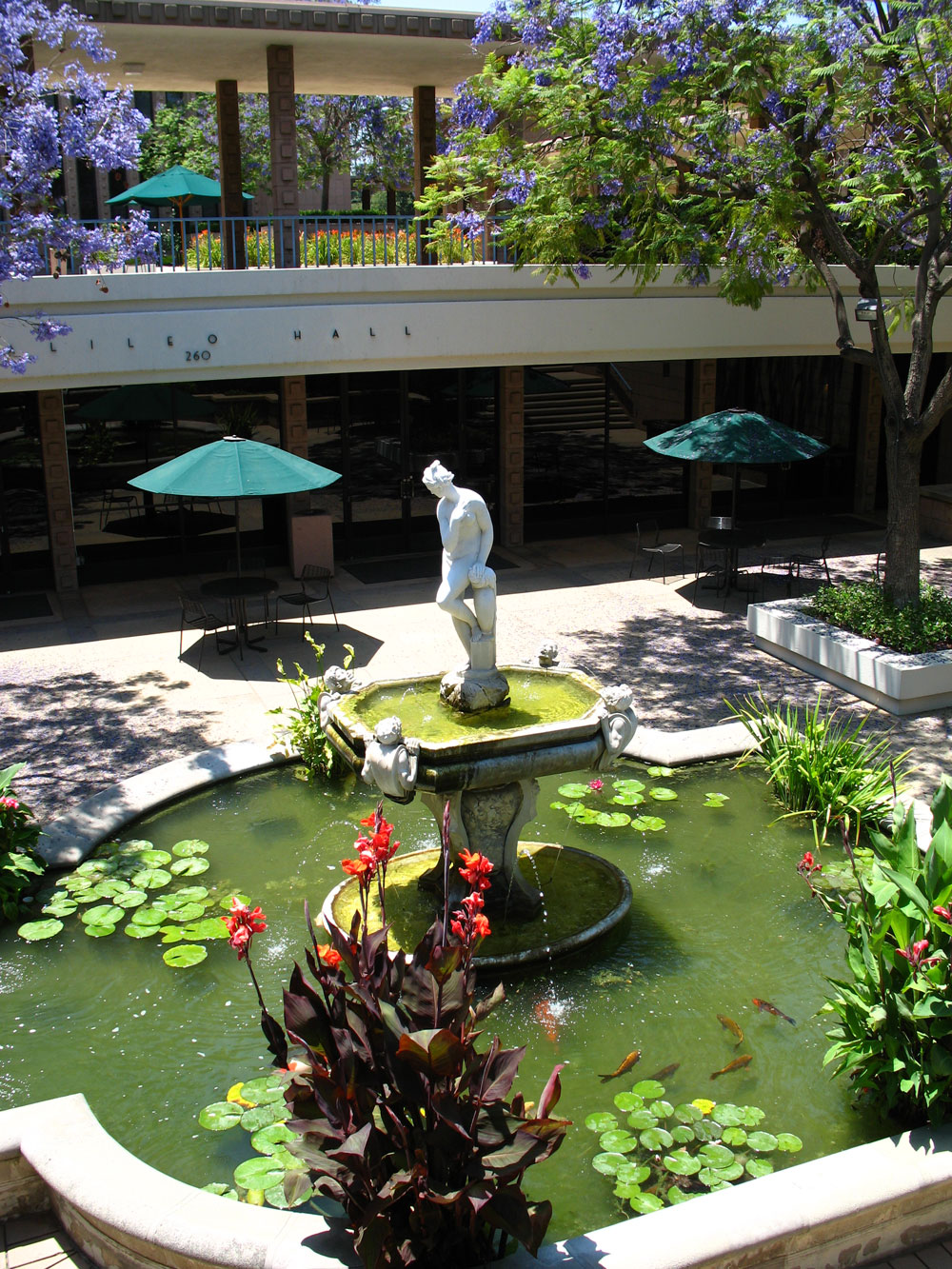
Hội trường Galileo và Sân Hixon

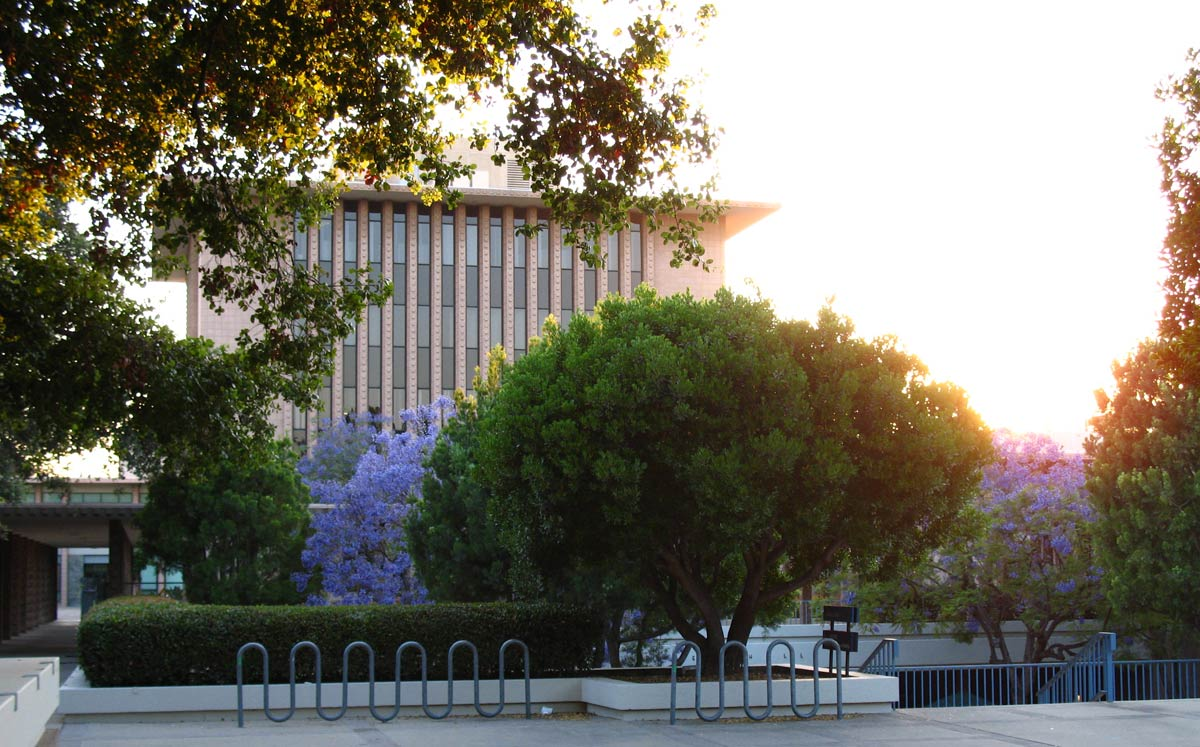
Thư viện tưởng niệm Norman F. Sprague trước đây

Mặc dù chỉ giảng dạy bậc cử nhân, Harvey Mudd là trường sản sinh nhiều Tiến sĩ chuyên ngành khoa học và kỹ thuật nhất nước Mỹ, chỉ sau Viện Công nghệ California và đứng trên Viện Công nghệ Massachusetts, theo báo cáo của Quỹ Khoa học Quốc gia.
Washington Weekly xếp Harvey Mudd đứng thứ 2 vào năm 2019 trong số tất cả các trường Đại học Giáo dục Khai phóng. Trong khi đó, US News & World Report vào năm 2020 đã bình chọn HMC là trường Đại học kỹ thuật đào tạo bằng cử nhân tốt thứ 2 tại Hoa Kỳ. Forbes vào năm 2019 cũng đã xếp trường đứng  thứ 23 trong số tất cả các Đại học trên toàn nước Mỹ.